# Condado de Weakley (Tennessee)
O Condado de Weakley é um dos 95 condados do Estado americano do Tennessee. A sede do condado é Dresden, e sua maior cidade é Martin. O condado possui uma área de 1 507 km² (dos quais 4 km² estão cobertos por água), uma população de 34 895 habitantes, e uma densidade populacional de 23 hab/km² (segundo o censo nacional de 2000). O condado foi fundado em 1823.